# Jeziory (województwo świętokrzyskie)
Jeziory – wieś w Polsce, położona w województwie świętokrzyskim, w powiecie sandomierskim, w gminie Łoniów.
| SIMC    | Nazwa      | Rodzaj    |
| ------- | ---------- | --------- |
| 0797808 | Antoniówka | część wsi |

W latach 1975–1998 miejscowość administracyjnie należała do województwa tarnobrzeskiego.